# Keep Your Heart Broken
"Keep Your Heart Broken" är en låt av den finländska rockgruppen The Rasmus från deras sjätte album Hide from the Sun. Låten gavs ut i Finland under sommaren 2006 som radiosingel, endast för marknadsföringssyfte. Efter att den hade spelats flitigt på radio under en viss tid, gavs den även ut som digital nedladdning  den 7 augusti 2006. Trots den stora marknadsföringen på radio och internet, hamnade låten aldrig på Finlands singellista eller liknande topplistor.

## Låtskrivandet
"Keep Your Heart Broken" är en rockballad skriven av bandets sångare Lauri Ylönen och beskriver två personer där den ena av dem lämnat den andra och kommer att vara borta en tid. De verkar ha en stark relation till varandra, och personen som lämnat menar att han kommer att sakna den andra under sin resa. Dock lovar han att försöka komma tillbaka om den andra "håller sitt hjärta brutet".
Låten är uppbyggd av ett huvudriff som går genom nästan hela låten, förutom i verserna. I bryggan används även tillagda pianoeffekter. "Keep Your Heart Broken" förekommer ofta när The Rasmus uppträder live. En konsertinspelad låt finns med på singeln till Shot.

## Låtlista
- Promo-singel (Playground Music Scandinavia SE-VJH-05-015-09)

1. "Keep Your Heart Broken" – 3:55

## Medverkande
The Rasmus
- Lauri Ylönen – sång
- Eero Heinonen – bas
- Pauli Rantasalmi – gitarr
- Aki Hakala – trummor

Produktion
- Mikael Nord Andersson & Martin Hansen – produktion, inspelning, mixning
- Christofer Stannow – mastering